# Модуньо
Модуньйо (італ. Modugno) — муніципалітет в Італії, у регіоні Апулія, метрополійне місто Барі.
Модуньйо розташоване на відстані близько 370 км на схід від Рима, 9 км на південний захід від Барі.
Людність — 38 569 осіб (2014).

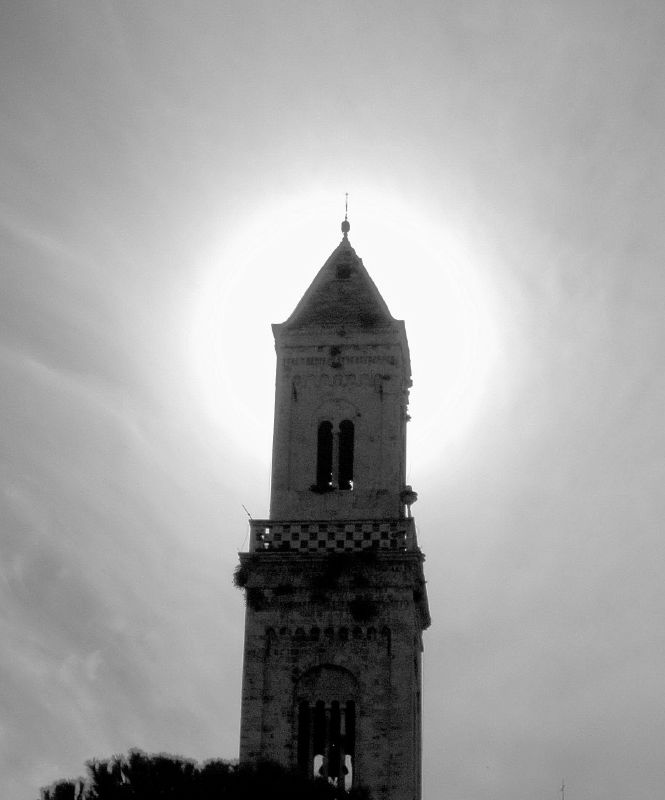

Щорічний фестиваль відбувається 24 вересня. Покровитель — святий Миколай da Tolentino.

## Демографія
Населення за роками:

Станом на 1 січня 2023 року в муніципалітеті офіційно проживало 1526 іноземців з 52 країн, серед них 83 громадяни країн Євросоюзу та 6 громадян України.

## Сусідні муніципалітети
- Барі
- Бітетто
- Бітонто
- Бітритто
- Пало-дель-Колле